# Survivalism
«Survivalism» (в пер. с англ. Выживализм) — песня американской индастриал-группы Nine Inch Nails и первый сингл из их пятого студийного альбома Year Zero. В системе нумерации релизов NIN Halo «Survivalism» обозначен как Halo 23.

## О сингле

### Информация о песне
С 14 февраля 2007 года отрывок «Survivalism» можно было услышать, позвонив по номеру 1-310-295-1040, который был написан на специальных рекламных футболках, распространявшихся в рамках большого концептуального арт-проекта Year Zero.
Релиз iTunes-версии сингла состоялся 13 марта 2007 года, в то время, как издание на компакт-диске и виниловой пластинке вышло 2 апреля 2007. Так же, как и в случае с другими синглами NIN «The Hand That Feeds» и «Only», «Survivalism» дополнительно был выпущен и в качестве специального архива с исходниками для музыкальной программы GarageBand, с помощью которой можно создать собственные ремиксы.
Песня «Survivalism» дебютировала на 28-й строчке чарта Hot Modern Rock Tracks. В течение недели с момента релиза сингла песня поднялась на 1-ю строчку чарта, тем самым став единственным синглом Nine Inch Nails, возглавившим Hot Modern Rock Tracks всего за одну неделю. Однако вскоре композиция уступила свою позицию песне «What I’ve Done» группы Linkin Park. «Survivalism» также дебютировала на 68-м месте в Billboard Hot 100, 1-м месте чарта Канады и на 29-м месте в британского чарта.
В июле 2012 года канадский музыкант Deadmau5 сделал ремикс на «Survivalism», который был доступен на сайте Consequence of Sound. В 2014 ремикс вошёл в трек-лист седьмого студийного альбома Deadmau5 While(1 Is Less than 2).

### Видеоклип
Клип «Survivalism» снят Робом Шериданом в феврале 2007 года в Лос-Анджелесе. В видеоролике показаны мониторы наблюдения, на которых фиксируется происходящее в многоквартирном доме. В течение видеоклипа в комнатах можно увидеть следующее:
- Группа Nine Inch Nails, исполняющая песню «Survivalism».
- Пожилая пара, смотрящая телевизор. На одной из стен виден портрет Иисуса Христа.
- Мужчина, заботящийся о своей заболевшей супруге (в одной из сцен можно увидеть, как мужчина вводит ей вымышленное лекарство «Opal»).
- Двое мужчин-гомосексуалов в постели. (вырезано из ТВ-версии)
- Обнаженная до пояса женщина, накладывающая макияж в ванной. (вырезано из ТВ-версии)
- Человек, сидящий за столом и просто смотрящий на свою еду.
- Трое мужчин в магазине (позже в переулке), работающих с трафаретами[~ 1].
- Человек, работающий на своём ноутбуке Apple.

Есть также мониторы, показывающие прихожую и лестницу в многоквартирном доме. Спустя приблизительно минуту после начала клипа на этих мониторах появляется команда SWAT, вооруженная пистолетами-пулемётами HK MP5. Они ломают входную дверь, на которой написано «REV 18 3-4», и вбегают в комнату, где играет группа. Шум тревожит всех жителей и через некоторое время несколько мониторов наблюдения отключаются. Вскоре появляется изображение на том мониторе, который показывал Nine Inch Nails, однако там видны лишь разрушенные музыкальные инструменты. Заключительные кадры видеоклипа показывают, как команда SWAT тащит истекающие кровью трупы музыкантов.
Поклонниками NIN в адресно-временных кодах, появляющихся в течение клипа на экранах мониторов, был найден религиозный символизм, который подтвердился с открытием веб-страницы www.thewaterturnedtoblood.net.
Первоначально отрывки клипа распространялись на USB-флешках арт-проекта Year Zero. Затем музыкальное видео стало доступно для просмотра на официальном веб-сайте альбома Year Zero, после чего началась трансляция клипа на телевидении.
Видеоклип был положительно встречен критиками. В конце 2007 журнал Rolling Stone назвал «Survivalism» «лучшим музыкальным видео года».

## Списки композиций
| №  | Название                          | Ремикширование | Длительность |
| -- | --------------------------------- | -------------- | ------------ |
| 1. | «Survivalism»                     |                | 4:22         |
| 2. | «Survivalism_Tardusted»           | Тэвиус Бек     | 4:19         |
| 3. | «The Greater Good» (инструментал) |                | 5:03         |
| 4. | «Survivalism» (видеоклип)         |                | 4:22         |

| №  | Название                                 | Длительность |
| -- | ---------------------------------------- | ------------ |
| 1. | «Survivalism» (альбомная версия)         | 4:22         |
| 2. | «Survivalism» (отредактированная версия) | 4:22         |

| №  | Название      | Длительность |
| -- | ------------- | ------------ |
| 1. | «Survivalism» | 4:22         |

| №  | Название                                              | Ремикширование | Длительность |
| -- | ----------------------------------------------------- | -------------- | ------------ |
| 1. | «Survivalism»                                         | Тэвиус Бек     | 4:22         |
| 2. | «Survivalism_OpalHeartClinic_Niggy_Tardust!(Escaped…» | Тэвиус Бек     | 4:18         |

## Участники записи
- Трент Резнор — вокал, музыка/слова, продюсирование
- Аттикус Росс — продюсер
- Тэвиус Бек — продюсер ремиксов «Tardusted» и «OpalHeartClinic_Niggy_Tardust!(Escaped…»
- Сол Уильямс — бэк-вокал[20]
- Брайан Гарднер — мастеринг

## Позиции в чартах
| Чарт (2007)                  | Высшая позиция |
| ---------------------------- | -------------- |
| Австрия                      | 63             |
| Великобритания               | 29             |
| Германия                     | 68             |
| Дания                        | 15             |
| Испания                      | 2              |
| Канада                       | 1              |
| США (Mainstream Rock Tracks) | 14             |
| США Modern Rock Tracks       | 1              |
| США Hot 100                  | 68             |
| США Pop 100                  | 66             |
| Финляндия                    | 7              |
| Шотландия                    | 7              |